# Dragón de Solsona

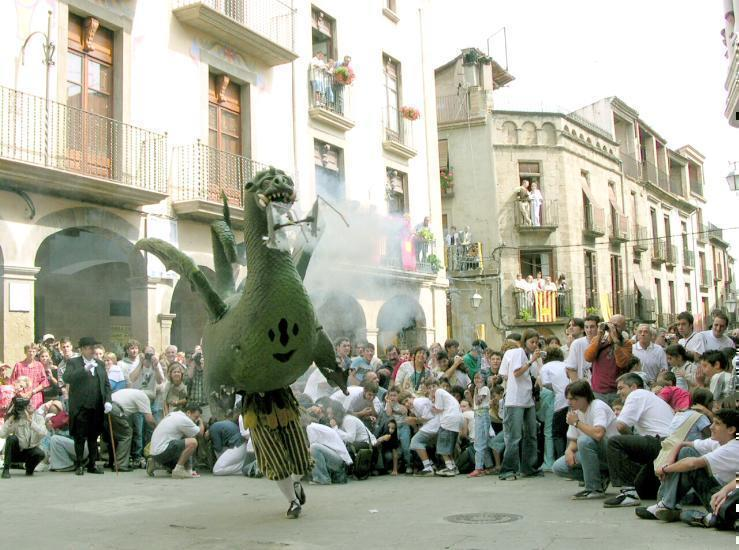
Dragón de Solsona

El Dragón de Solsona (en catalán Drac de Solsona) es un elemento del folklore de la ciudad catalana de Solsona.
El dragón es el elemento por antonomasia de la Fiesta Mayor de Solsona, junto con el Gigante Viejo (Gegant Vell). Destaca por su elevado peso, de 96 kg, ya que es hecho por una estructura totalmente de madera y revestida por un conjunto de cerca de 10.000 escamas; igualmente, su antigüedad de más de 300 años ha potenciado el interés por conservarlo. 
Data del año 1692 y solo ha sufrido pequeñas restauraciones como las alas y las escamas. Es, por tanto, uno de los tres dragones más antiguos de Cataluña, junto con el de Villafranca del Panadès y el de La Bisbal de Ampurdán. Por ello, y por su excelente figura, una reproducción a escala fue adaptada como premio de un certamen otorgado por la Generalidad de Cataluña en el ámbito cultural. Además de su antigüedad de más de tres siglos, es destacable la gran belleza escultórica y detallista de esta figura, en comparación con el resto de dragones históricos. Su baile es progresivo y agónico, y culmina con el estallido de dos látigos. También está presente en la "Rueda de fuego". 